# Catabotrys
Catabotrys är ett släkte av svampar. Catabotrys ingår i familjen Catabotrydaceae, ordningen Boliniales, klassen Sordariomycetes, divisionen sporsäcksvampar och riket svampar.
| Catabotrys | \| \| Catabotrys deciduum \| \| \| \| |
|            | \| \| Catabotrys deciduum \| \| \| \| |
|            | Pseudonectriella                      |
|            |                                       |
|            | Catabotrys deciduum                   |
|            |                                       |

|  | Catabotrys deciduum |
|  |                     |